# Geranomyia recondita
Geranomyia recondita är en tvåvingeart. Geranomyia recondita ingår i släktet Geranomyia och familjen småharkrankar.

## Underarter
Arten delas in i följande underarter:
- G. r. recondita
- G. r. civica